# Jožef Rant
Jožef Rant, slovenski zobozdravnik, * 15. april 1896, Godešič, † 27. junij 1972, Ljubljana.

## Življenje in delo
Med letoma 1907 in 1915 je obiskoval gimnazijo v Kranju in Novem mestu. Maturiral je v Novem mestu. Med letoma 1918 in 1923 je študiral medicino v Zagrebu in na Dunaju. Promoviral je na Dunaju leta 1923. Tam je med letoma 1926 in 1928 tudi opravil specializacijo za stomatologijo.
Po končani specializaciji je imel do leta 1945 zasebno prakso v Ljubljani, obenem je zdravil tudi čeljustne poškodbe na kirurškem oddelku splošne bolnice. 
Udeležil se je prve svetovne vojne, v kateri je postal invalid. Med drugo svetovno vojno je bil od leta 1941 dalje član OF. Marca 1945 je bil zaprt. Po osvoboditvi je bil leta 1945 imenovan za rednega profesorja za stomatologijo na Medicinski fakulteti v Ljubljani in prvega predsednika novoustanovljene Stomatološke klinike. Zasnoval je razvoj stomatologije na Slovenskem, posvetil se je razvoju izobraževanja in gradnji nove Stomatološke klinike, ki je bila zgrajena leta 1954.
Posvečal se je predvsem ortodontiji, preučeval je tudi zobne in čeljustne anomalije ter škodljive zunanje vplive v postnatalnem življenju na razvoj čeljusti. Med prvimi je opravil komparativne raziskave anatomije glave. Leta 1945 je ustanovil Zobozdravstveni vestnik. Leta 1950 je ustanovil Društvo zobozdravstvenih delavcev Slovenije. Do leta 1961 je bil tudi društveni predsednik. Ukvarjal se je tudi z lovstvom, kinologijo in numizmatiko. 
Strokovne članke je objavljal v Zobozdravstvenem vestniku.
Leta 1949 je bil odlikovan z redom dela II. stopnje. Leta 1970 je prejel Kidričevo nagrado.